# Liselotte Dieckmann
Liselotte Dieckmann (geborene Neisser; * 31. Oktober 1902 in Frankfurt (Main); † 28. Oktober 1994 in St. Louis, Missouri) war eine amerikanische Germanistin, vergleichende Literaturwissenschaftlerin sowie Übersetzerin deutscher Herkunft. Sie war die Tochter von Emma Eleonore Neisser, geborene Hallgarten, und Max Neisser (1869–1938), Professor für Bakteriologie und Hygiene der dortigen Universität. Ihr Ehemann war Herbert Dieckmann, ein Romanist; sie heirateten 1931 und wurden um den Jahreswechsel 1954/1955 geschieden. Charles Hallgarten war ihr Großvater mütterlicherseits.

## Leben und Wirken
Nach der Reifeprüfung am Realgymnasium ihrer Heimatstadt studierte sie ab 1922 in Freiburg deutsche und lateinische Philologie und Philosophie bei Edmund Husserl, Otto Immisch und Ludwig Sütterlin; 1923/1924 in Berlin Germanistik bei Eduard Norden und Julius Petersen; 1924/25 in Frankfurt bei Hans Cornelius, Hans Naumann, Walter F. Otto, dem Germanisten Franz Schultz (1877–1950), dem Literaturhistoriker Karl Viëtor (1892–1951); 1925 bis 1927 in Heidelberg bei Friedrich Gundolf, Karl Jaspers, dem Gräzisten und Latinisten Karl Meister (1880–1963) sowie dem Germanisten Friedrich Panzer (1870–1956).
Sie promovierte 1927 über Christian Thomasius bei dem Literaturhistoriker Max von Waldberg und legte nach weiteren Studien in Köln 1930 das Staatsexamen ab.
Aufgrund ihrer jüdischen Herkunft flüchtete sie im August 1933 aus Deutschland; ihr Vater war aus dem Dienst entlassen worden. Mit Herbert Dieckmann ging sie zunächst nach Rom, im September 1934 mit Hilfe der Notgemeinschaft deutscher Wissenschaftler im Ausland unter der Federführung von Philipp Schwartz in die Türkei nach Istanbul. Während ihr Mann Dozent an der Universität Istanbul wurde, arbeitete sie durch Vermittlung Leo Spitzers als Dozentin für Deutsch und Griechisch an der dortigen Fremdsprachenschule. Im September 1938 gingen beide in die USA.
Ab 1943 arbeitete Liselotte Dieckmann für das Army specialized training program (ASTP) der Washington University in St. Louis, die ihre geistige und berufliche Heimat wurde. 1944 erhielt sie die Staatsbürgerschaft der USA und wurde Französisch-Lehrerin am Department of Romance Languages and Literatures sowie 1945 Mitglied des Departments of Germanic Languages and Literatures. Von 1947 bis 1952 war sie Assistant Professor für Deutsch und von 1952 bis 1958 Associated Professor in diesem Fach. Sie wurde 1956/1957 Carnegie Fellow an der Yale University in New Haven (Connecticut), als Stipendiatin der Carnegie Foundation, genannt „Carnegie international“. Von 1957 bis 1967 war sie Chair des Committee on Comparative Literature an ihrer Universität in St. Louis. Ab 1959 war sie Professorin für Deutsch; 1963 bis 1967 war sie Chair am Department of Germanic Languages and Comparative Literature; 1969 wurde sie Distinguished visiting Professor an der University of Colorado at Boulder. 1970 wurde sie Walker-Ames-Professorin an der University of Washington in Seattle. 1971 trat sie in den Ruhestand.
Während ihrer wichtigsten Schaffensperiode in den USA lehrte sie englische, französische und deutsche Literatur des 18. und des 19. Jahrhunderts. Sie forschte vor allem über Goethe, Schlegel und das Poesiekonzept der Romantik, insbesondere deren Symbolbegriff. Sie leistete wesentliche Beiträge zur Komparatistik. 
Ein kleiner Teil ihres Nachlasses findet sich im Deutschen Literaturarchiv Marbach, der größere Teil in der Universität in St. Louis.

## Ehrungen
- 1955/1956: Stipendiatin einer Guggenheim Fellowship der John Simon Guggenheim Memorial Foundation für Deutsche und Nordische Literaturen (ihr früherer Ehemann Herbert Dieckmann hatte diesen Preis bereits 1948 erhalten)
- Mitglied von Phi Beta Kappa
- American Council of Learned Societies ACLS: Summer grant 1981
- Washington University in St. Louis WUSL: Zeitweilige Präsidentin des Chapters 
  - Die Liselotte Dieckmann Professorship in Arts & Sciences an der WUSL wurde 2006 erstmals vergeben an Robert E. Hegel, Professor der Chinesischen Sprache und Literatur
  - Bis zu 24 begabte Studenten des Stipendienprogramms „Lien Honorary Scholarship“ an der WUSL erhalten das Zusatzstipendium Liselotte Dieckmann Scholarship, das die Hälfte der Studiengebühren (half-tuition) für vier Jahre finanziert.

## Schriften
- Rainer Maria Rilkes french poems. In: Modern Language Quarterly. Jg. 12, H. 3, 1951, S. 320–336. (Startseite online)
- Akademische Emigranten in der Türkei. In: Egon Schwarz (Hrsg.): Verbannung. Aufzeichnungen deutscher Schriftsteller aus dem Exil. Wegner, Hamburg 1964, S. 122–126.
- Hieroglyphics. The history of a literary symbol. WUP, St. Louis 1970.
- Zum Bild des Menschen im 18. Jahrhundert: Nathan der Weise, Iphigenie, Die Zauberflöte. In: Albert Richard Schmitt (Hrsg.): Festschrift für Detlev W. Schumann zum 70. Geburtstag. Delp, München 1970, ISBN 3768900657, S. 89–96.
- Goethe’s „Faust“. A critical reading. Reihe: Comparative Literature Studies 7. Englewood Cliffs, Prentice-Hall, New Jersey 1972.
- Johann Wolfgang Goethe. New York 1974.
- Einleitung zu: Kritische Friedrich Schlegel-Ausgabe. Band 33, Abt. 4: Editionen, Übersetzungen, Berichte. Schöningh, Paderborn 1980, ISBN 3506778331.
- E. T. A. Hoffmann und Edgar Allan Poe. Verwandte Sensibilität bei verschiedenem Sprach- und Gesellschaftsraum. In: Victor Lange, Hans-Gert Roloff (Hrsg.): Dichtung, Sprache, Gesellschaft. Akten des 4. Internationalen Germanistenkongresses 1970 in Princeton. Athenäum, Frankfurt 1971, S. 273–280.
- Nachtrag zum Artikel Jochen Schlobach: Aufklärer in finsterer Zeit. Werner Krauss und Herbert Dieckmann. In: Hans Helmut Christmann, Frank-Rutger Hausmann (Hrsg.): Deutsche und österreichische Romanisten als Verfolgte des Nationalsozialismus. Stauffenburg, Tübingen 1989, ISBN 3923721609, S. 141–144. (Reihe Romanica et Comparatistica, Band 10.)

Übersetzungen
- Correspondence between Goethe and Schiller 1794–1805. Lang, Bern 1994, ISBN 0820423149. (Reihe Studies in Modern German Literature, Band 60. Gilt als ihr Lebenswerk als Übersetzerin.)
- Franz Marc: Letters from the war. (dt.: Feldbriefe). Lang, Bern 1992, ISBN 082041588X.
- Theodor Heuss, Margret Boveri: Anton Dohrn. A life for science. Springer, Berlin u. a. 1991, ISBN 3540535616. Deutschsprachige Fassung: Wunderlich, Tübingen 1940, 1948, 1962.
- Memoirs of Marguerite de Valois. Aus dem Französischen (des ersten Drucks 1628). Leiner, Tübingen 1984.